# Bastia Mondovì
Bastia Mondovì (Bastìa in piemontese) è un comune italiano di 630 abitanti della provincia di Cuneo in Piemonte.

## Geografia fisica
Bastia Mondovì sorge, su di un'altura, alla confluenza tra il torrente Ellero ed il fiume Tanaro, che connota profondamente il territorio del Comune con il suo corso, già ampio, e le sue numerose anse. Il comune ha una superficie di 11,97 km², e, con il centro storico costituisce una parte limitata del suo territorio, formato soprattutto da numerose frazioni, località o case sparse, più o meno abitate, che fanno da contorno al concentrico del paese. Bastia è costituita da un territorio principalmente collinare ed in parte pianeggiante, attraversato dal fiume Tanaro. Si trova ai piedi delle Langhe e costituisce una naturale porta verso la zona della Langa Monregalese.

## Origini del nome
Il nome del paese ha conosciuto nel tempo numerose variazioni, legate soprattutto alle vicende storiche. I documenti più antichi parlano della Parrocchia di San Martino, de Alma, per cui Alma doveva essere il nome dell'insediamento civile. Con un documento dell'XI secolo Castrum et Villa Caraxonis vengono concessi al vescovo di Asti, Ottone, ed è pertanto con il nome di Caraxonis (Carassone), che, all'inizio del II millennio, era individuata l'attuale Bastia Mondovì. È nel XII secolo che appare il nome Bastia Caraxoni, indicante una fortificazione realizzata ingegnosamente per lo più con travi e tavole, come le fortificazioni dette battifolli, da cui trae il nome un altro comune monregalese: Battifollo. Il comune dista 11,1 km da Mondovì e 33,9 km da Cuneo. Da Torino dista 83,8 km, mentre da Savona dista 59,8 km.

## Storia
Alcune sepolture di epoca imperiale romana sono venute alla luce durante i lavori per la costruzione della strada di fondovalle Tanaro, in particolare nei pressi della chiesa di San Fiorenzo.
La scomparsa pieve di Santa Maria di Carassone (presso la cascina della pieve nell'odierna frazione di Villero, detta Carassone) era sorta nel VI-VII secolo.
Sempre a Carassone-Villero esisteva un nucleo fortificato, sorto su uno sperone naturalmente protetto dal fiume Tanaro.
La potenza dei signori di Carassone fu contrastata, alla fine del XII secolo alla fondazione del comune di Mondovì: Carassone ne costituì un terziere che ebbe come santo patrono sant'Andrea. Sull'attuale spianata del Belvedere venne costruita la chiesa di Sant'Andrea, (abbattuta nel 1810) con una torre, l'attuale torre del Belvedere.
Nel XIII secolo i signori di Carassone, per controllare meglio il corso del Tanaro e garantirsi dagli attacchi degli altri signori feudali, costruirono sulla sponda opposta del Tanaro, a difesa dell'abitato di Alma un baluardo o bastia poi ulteriormente fortificato.
Nelle successive ostilità tra il nuovo libero comune di Mondovì e il signore di Bastia, quest'ultimo accettò di risiedere a Mondovì: con la pace del 22 marzo 1300, Bastia divenne una villa convenzionata con Mondovì, seguendone le vicissitudini politico-amministrative.
Il castello fu distrutto nel 1303 a seguito della sconfitta dei Bressani, da parte dei monregalesi, mentre le ultime due torri furono abbattute, probabilmente il 22 settembre 1684; di questo castello restano alcuni ruderi. Dal 1388 il comune di Bastia Mondovì fa parte della diocesi di Mondovì.
Nel 1409 fu affidata alla famiglia Della Torre.
Con un decreto del 14 luglio, 1698, a seguito della guerra del sale, scoppiata tra i monregalesi e i Savoia, il duca Vittorio Amedeo II sancì lo smembramento del distretto di Mondovì e costituì, l'anno seguente, tredici nuovi comuni, tra i quali Bastia Mondovì.
Nel novembre 1994 il comune ha subito pesanti danni a seguito dello straripamento del fiume Tanaro.

## Monumenti e luoghi d'interesse

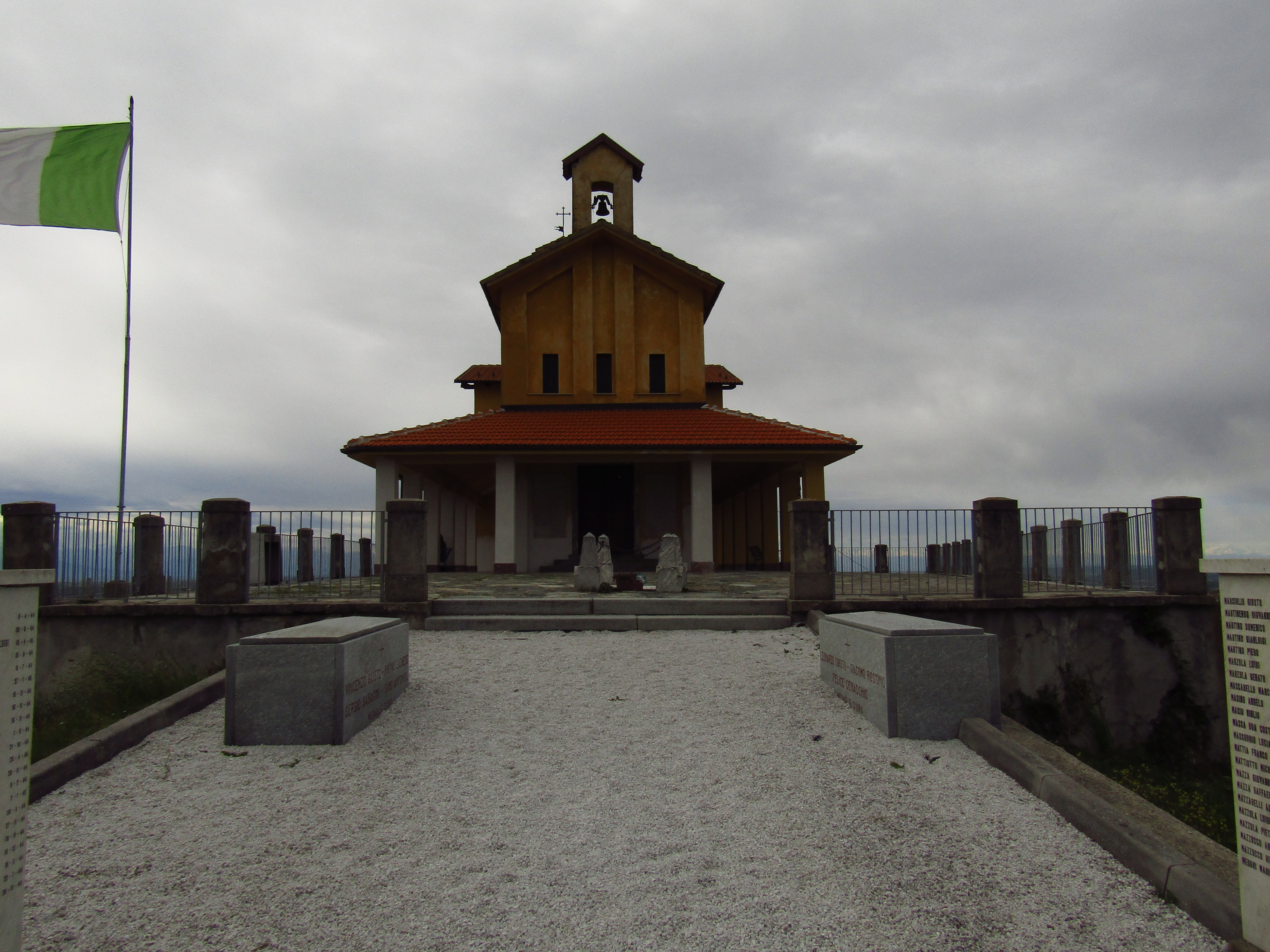
Il Sacrario militare

- Chiesa parrocchiale di San Martino, sita in piazza Parrocchiale. La struttura originaria era una cappella del XII secolo, ampliata nel XV secolo e parzialmente ricostruita a metà del Novecento. All'interno, nella parte absidale quattrocentesca, sono presenti affreschi probabilmente risalenti allo stesso periodo.
- Chiesa di San Fiorenzo, in stile gotico. Fu dapprima nota come "cappella del pellegrino": affacciata su una delle più importanti vie del sale, invitava i viandanti alla sosta attraverso la grande immagine di San Cristoforo dipinta sull'ingresso. La cappella fu ingrandita da Bonifacio della Torre e arricchita da un ciclo di affreschi, datati da un'iscrizione al 23 giugno del 1472. Pregevoli anche le due sculture di Fernando Bassani installate nel sagrato.

- Sacrario partigiano di San Bernardoc, del 1º Gruppo Divisioni Alpine, comandato da Enrico Martini, dove sono sepolti circa 800 caduti nella guerra di liberazione. Si trova in posizione panoramica sulle colline delle Langhe a quota 539 m. Ricostruito nel 1949 e inaugurata il 14 ottobre 1951 dal presidente del consiglio Alcide De Gasperi.

- Confraternita di Sant'Antonio abate e sant'Anna, eretta in forme barocche nel 1740, è stata negli anni novanta adattata a sala culturale polivalente. Dal 2010 divenuta biblioteca della resistenza, raccogliendo circa diecimila volumi sul tema collezionati dal partigiano Beppe Anacar.
- Cascina Cà Bianca con affreschi del XVII secolo.
- Cascina Desio con affreschi del XVI secolo.
- Cascina dell'ulivo in borgata Montechiaro, già infermeria partigiana, con anonimo ciclo pittorico di cultura ebraica del XIX secolo e ciclo scultoreo contemporaneo.

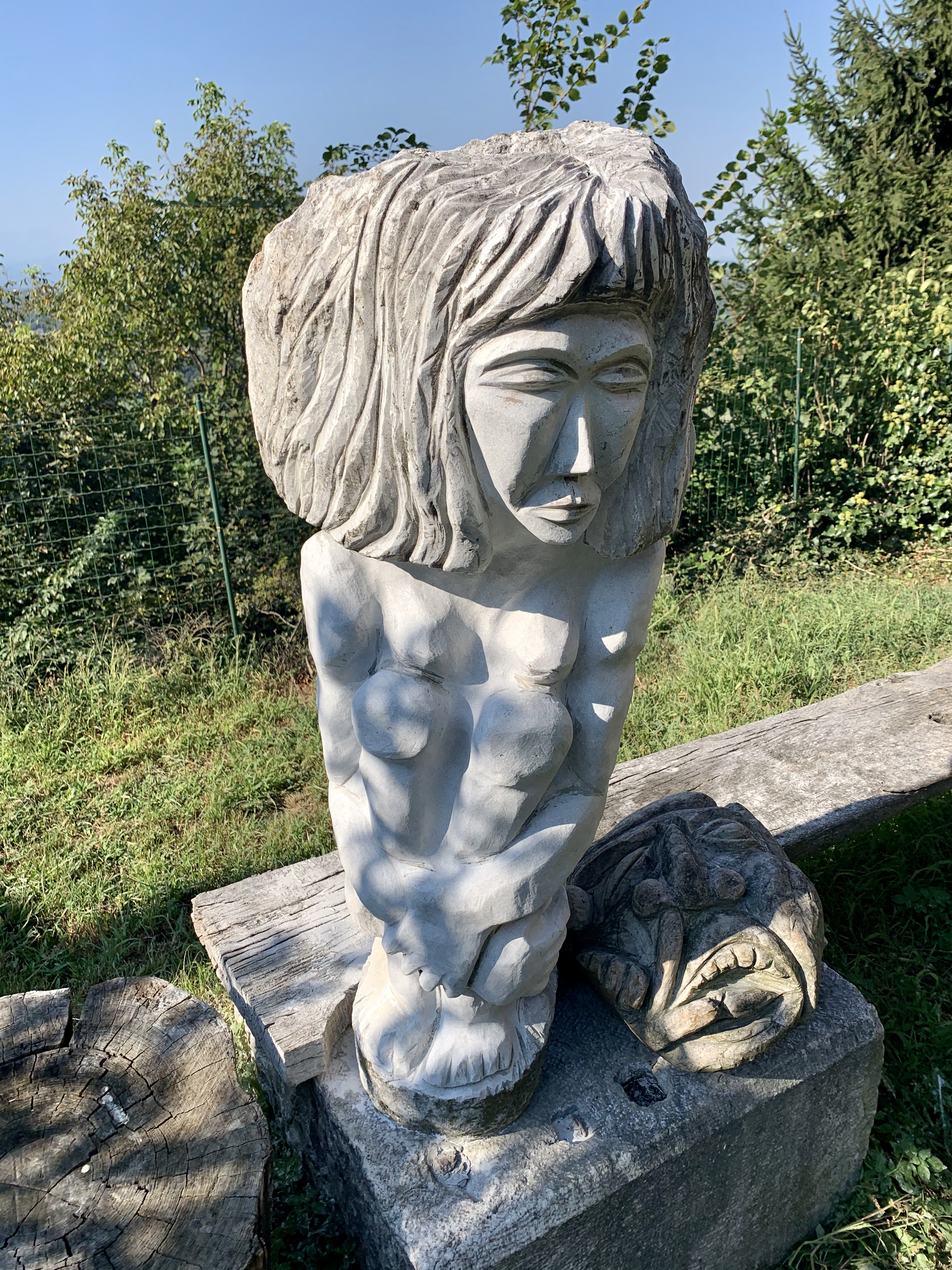
Papuscia, Ezio Dadone. Montechiaro 2008

## Società

### Evoluzione demografica
Abitanti censiti

### Etnie e minoranze straniere
Secondo i dati Istat al 31 dicembre 2017, i cittadini stranieri residenti a Bastia Mondovì sono 80, così suddivisi per nazionalità, elencando per le presenze più significative:
1. Marocco, 46

### Tradizioni e folclore
Naturarte, che si svolge il 1º maggio e in caso di maltempo il 2 giugno e la festa di San Fiorenzo, santo patrono, la seconda domenica di maggio.

## Economia
Il comune presenta un'attività economica mista, agricola, industriale e artigianale. Il terreno di natura argillosa è fertile e produce principalmente cereali e foraggi per l'allevamento del bestiame. Le colline sono vocate alla coltivazione della vite, dando un ottimo vino, il Dogliani (vino) D.O.C.G. con le sue due denominazioni specifiche di San Fiorenzo e San Bernardo. Presente la coltivazione della nocciola Tonda Gentile del Piemonte e sporadiche testimonianze di coltura di lavanda officinalis Lavandula angustifolia e di Tapinambour o Topinambour Helianthus tuberosus.

## Infrastrutture e trasporti
È raggiungibile con l'Autostrada A6 (uscita casello di Mondovì, di Niella Tanaro o di Carrù). La strada statale 28 dir. Fondovalle collega Bastia Mondovì alle città di Bra, Alba, Fossano e Ceva. La provinciale 313 collega Bastia al Comune di Vicoforte. Fino al 1985, anno di soppressione della linea, era collegato a Mondovì e Cuneo tramite ferrovia. Fino al 1994, anno dell'alluvione, era altresì stazione sulla linea che collegava Torino a Savona via Bra e Ceva.

## Amministrazione
| Periodo        | Periodo        | Primo cittadino | Partito      | Carica  | Note   |
| -------------- | -------------- | --------------- | ------------ | ------- | ------ |
| 6 maggio 1990  | 1º luglio 1995 | Francesco Rocca | Lista civica | Sindaco | [ 8 ]  |
| 1º luglio 1995 | 14 giugno 1999 | Francesco Rocca | Lista civica | Sindaco | [ 8 ]  |
| 14 giugno 1999 | 14 giugno 2004 | Giuseppe Ferrua | Centro       | Sindaco | [ 8 ]  |
| 14 giugno 2004 | 29 maggio 2007 | Giuseppe Ferrua | Lista civica | Sindaco | [ 9 ]  |
| 29 maggio 2007 | 7 maggio 2012  | Rinaldo Elladi  | Lista civica | Sindaco | [ 10 ] |
| 7 maggio 2012  | 13 maggio 2022 | Paolo Crosetti  | Lista civica | Sindaco | [ 11 ] |
| 13 maggio 2022 | in carica      | Francesco Rocca | Lista civica | Sindaco | [ 12 ] |